# Puebla de Don Fadrique
Pour les articles homonymes, voir Puebla (homonymie).
Puebla de Don Fadrique est une commune de la province de Grenade dans la communauté autonome d'Andalousie en Espagne.